# 胡漢民
胡 漢民（こ かんみん、1879年12月9日〈光緒5年10月26日〉 - 1936年〈民国25年〉5月12日）は、清末民初の政治家。中国同盟会以来の革命派人士で、中国国民党の長老。蔣介石と権力闘争を繰り広げたことでも知られる。旧名は衍鴻、字は展堂。

## 事績

### 清末の活動
地方官吏の家庭に生まれる。21歳で挙人となった。1902年（光緒28年）に、呉敬恒（呉稚暉）・鈕永建らと日本に留学し、弘文学院師範科で学ぶ。しかし、呉が日本政府と清国公使により日本から追い返される事件が発生し、胡は怒って退学、帰国した。帰国後は、ジャーナリスト・教師として活動する。1904年（光緒30年）に再び日本へ留学、1906年（光緒32年・明治39年）6月に法政大学法政速成科第二班を卒業した。なお、同期には汪兆銘や李文範、古応芬、張一鵬、孫潤宇らがいる。
翌1905年（光緒31年）秋、孫文が中国革命同盟会（まもなく中国同盟会と改名）を成立させると、胡漢民は廖仲愷と共にこれに加入している。11月に創刊された同盟会機関誌『民報』では、胡は論客として保皇派との論戦に活躍した。1907年（光緒33年）春、孫が日本から国外追放されると、胡もこれに同行し、両広起義に加担している。起義失敗後、胡は南洋で資金収集に活動し、1909年（宣統元年）10月、香港で成立した同盟会南方支部で支部長に任ぜられた。

### 民国初期の活動
1911年（宣統3年）10月、武昌起義（辛亥革命）が勃発する。胡漢民は広東の革命派蜂起を指導して、11月9日に広東の独立を宣布し、都督に推戴された。翌1912年（民国元年）1月、中華民国臨時政府が成立すると、臨時大総統に就任した孫文を補佐する大総統秘書長に任ぜられる。袁世凱が孫から譲られて臨時大総統となった後の4月、胡は広東に戻り都督専任となった。8月、宋教仁が同盟会を基に国民党を結成すると、胡は広東支部長となる。
1913年（民国2年）3月、宋教仁が袁世凱の刺客に暗殺されると、胡漢民は反発の姿勢をとったが、6月には広東都督から罷免されてしまう（後任は陳炯明）。そのため、胡は第二革命（二次革命）に大きな関与をなすこともできず、これに失敗した孫文や廖仲愷とともに日本へ亡命した。翌1914年（民国3年）7月、東京で中華革命党が成立すると、胡は同党政治部長に任ぜられている。1916年（民国5年）4月、密かに帰国し、陳其美らの反袁活動に与した。
1917年（民国6年）9月、孫文が護法運動を開始し、広州で護法軍政府（大元帥府）が成立すると、胡漢民は交通部長に任命された。しかし翌年5月に護法軍政府が7総裁の集団指導制に改組され、岑春煊が主席総裁として孫から実権を奪う。孫や胡は怒って上海に去った。1919年（民国8年）8月、胡は孫文の指示で雑誌『建設』を創刊し、五四運動や新文化運動を支持する文章を発表している。1921年（民国10年）5月、孫が非常大総統となると、胡は総参議に任ぜられた。

### 中国国民党成立後
1924年（民国13年）1月、中国国民党第1回党大会にて、胡漢民は中央執行委員会委員に選出された。9月、孫文が北伐を開始すると、胡は広東の留守をつとめて大元帥の職権を代行し、広東省長を兼ねている。翌月、商団事件が発生するが、胡はこれを鎮圧して危機を脱した。
1925年（民国14年）3月、孫文が死去すると、胡漢民は大元帥代理としての職務をとることになる。以後、胡は反共右派の立場を明らかにし始め、国民党右派の西山会議派には直接参加しなかったものの、中国共産党粛清の提案を開始するようになる。ところがその矢先の8月20日に、容共左派の指導者である廖仲愷が暗殺されてしまった。胡は首謀者と疑われて失脚し、9月からソビエト連邦へ赴くことになる。1926年（民国15年）4月末に胡はようやく帰国したが、しばらくは表立った活動を控えることになった。
翌1927年（民国16年）4月、蔣介石が上海クーデター（四・一二事件）を起こし、汪兆銘らの武漢国民政府に対抗して南京国民政府を樹立すると、胡漢民はこれに協力する形で復帰し、古応芬・伍朝枢・張静江と共に南京国民政府常務委員の地位についた。国民党においても、中央政治会議主席、中央執行委員会常務委員兼宣伝部長、中央軍事委員会常務委員などの要職を得ている。さらに『訓政綱領』と『国民政府組織法』の制定を主導し、1928年（民国17年）10月にこれらを公布した。これらに基づいて蔣は国民政府主席に、胡は立法院長にそれぞれ就任している。

### 蔣介石との権力闘争

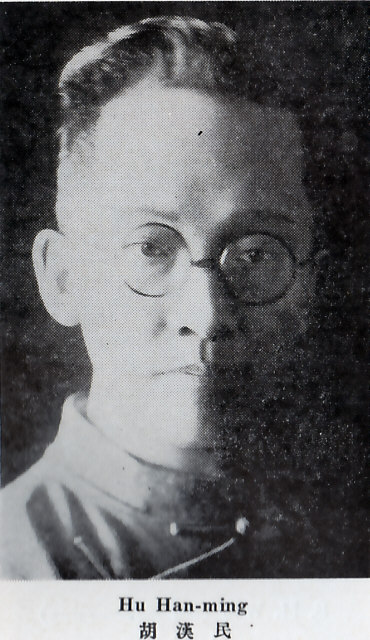
胡漢民別影
Who's Who in China 4th ed. (1931)

蔣介石が次第に軍・党で強力な権限を掌握していくと、次第に胡漢民はこれに反発を覚え始める。そして両者は、中華民国訓政時期約法の制定をめぐって衝突した。1930年（民国19年）、蔣は国民大会を開催して訓政時期約法を制定することを表明したが、胡は「総理（孫文）の著書では訓政時期における約法制定について言及されていない」などとして、これに反対する。孫文の遺教に従うべしとの理論上からの反対ではあったが、実態としては蔣のリーダーシップ強化に対する胡の抵抗であった。
立法院長の地位を盾に胡漢民は約法起草要求に応じず、ついに業を煮やした蔣介石は、1931年（民国20年）2月28日に胡を立法院長から解任し、南京の湯山に軟禁する挙に出る。これにより同年5月5日の国民大会で訓政時期約法が成立し、6月1日に公布されることになった。しかし蔣のこの強引な措置は、当然ながら胡支持派からの強烈な反発を呼ぶことになる。同年5月27日には、汪兆銘・孫科らが広州で国民党中央執行委員会非常会議を開催し、反蔣の広州国民政府樹立に至った。さらに満洲事変が起きると、抗日のための大同団結の世論が高まるようになる。
結局、蔣介石は10月14日に胡漢民を釈放し、さらに南京・広州両派も再合流することになった。この際には、政治的妥協から蔣は国民政府主席を辞任、下野し、林森が後任主席に任ぜられている。その後も、胡は広州にあって国民党中央執行委員会西南執行部常務委員をつとめ、いわゆる「西南派」の中心的指導者として影響力を保ち続けた。1935年（民国24年）12月、国民党第5次全国大会で中央執行委員に選出されている。
1936年（民国25年）5月12日、胡漢民は広州にて脳溢血のため急死した。享年58（満56歳）。